# Мітрідат III (цар Парфії)
Мітрідат III (парф. Mihrdāt) (57 р. до н. е. — 54 р. до н. е.) — великий цар Парфії з династії Аршакідів. Син та наступник Фраата (III), якого він убив разом зі своїм братом Ородом.
Античні джерела повідомляють, що правління Міхрдата не було тривалим. Майже зразу після вбивства батька, брати розпочали відкриту боротьбу за владу. З античних джерел відомо, що непопулярний серед парфянської еліти Міхрдат був вимушений втекти до проконсула Сирії Авла Габінія з пропозицією втрутитися у парфянські справи на його боці, але, за різних причин, проконсул йому відмовив.
Весною 55 р. до н. е. Міхрдат захопив Вавилон та Селевкію. Але вже до зими 55/54 р. до н. е. спільні Ороду саки спочатку штурмом взяли Селевкію та, після тривалої облоги й Вавилон. Міхрдат здався Ороду, який вбив його без будь-яких вагань.
Кампанія проти Міхрдата стала першою з відомих кампаній молодого й талановитого полководця Сурени. Саме активна участь саків на боці Орода стала вирішальним фактором у цій династійній війні.
Наразі відомі монети Міхрдата з декількома різними легендами. Певну групу відносять до перекарбувань монет його батька Фраата (III). До власне монет Міхрдата відносять серед інших й монети з легендою грец. ΒΑΣΙΛΕΩΣ ΒΑΣΙΛΕΩΝ ΑΡΣΑΚΟΥ ΜΕΓΑΛΟΥ ΔΙΚΑΙΟΥ ΕΠΙΦΑΝΟΥΣ ΘΕΟΥ ΕΥΠΑΤΟΡΟΣ ΦΙΛΕΛΛΗΝΟΣ — «Цар Царів Аршак Великий … Бог …», що, можливо, пояснює неприйняття парфянською елітою саме цього нащадка Фраата.